# Eurema doris
Eurema doris is een vlindersoort uit de familie van de Pieridae (witjes), onderfamilie Coliadinae.
Eurema doris werd in 1909 beschreven door Röber.